# Sanogyl
Sanogyl est une marque de dentifrice et de soins bucco-dentaires, créée en France en 1921. Depuis 2006, elle appartient au groupe italien Bolton.

## Historique
La marque Sanogyl est créée en 1921 par Charles Weisprem et Abraham Alperine, deux Russes émigrés, au sein du laboratoire La Biothérapie, fondé par le pharmacien Henri Villette en 1910. Ce dentifrice fut le premier à être proposé en pâte molle au fluor, dans un tube souple,,. 
La marque est acquise en 1980 par les Laboratoires Expanscience (Mustela). Elle est ensuite revendue à Unilever en 1991. Ce dernier la lance dans la grande distribution alors qu'elle était vendue uniquement en pharmacie précédemment,. En 2006, Unilever qui désire se concentrer sur Signal, revend la marque Sanogyl au groupe industriel italien Bolton Group.
Les produits de la marque ont été fabriqués jusqu'en 1989 en France, par le laboratoire nommé « Laboratoire Sanogyl », créé en 1925 par Henri Villette. 
Outre le dentifrice en tube à pâte molle, le laboratoire Sanogyl a également développé la brosse à dents dite « à suspension ».

## Rapport avec la littérature
Vers 1930, Louis Destouches rédige le prospectus du dentifrice Sanogyl, en tant que rédacteur publicitaire à la Biothérapie,.

## Mises en cause et controverses
Le 7 juin 2017, l'UFC Que choisir dénonce la présence d'un « cocktail détonant » de perturbateurs endocriniens dans un produit de la marque, le dentifrice Global Blancheur, et déconseille son utilisation aux enfants, aux adolescents et aux femmes enceintes,,.

## Principaux concurrents
- Sensodyne (GlaxoSmithKline)
- Tonigencyl (Colgate)
- Vademecum (Henkel)